# Cerámica Jōmon

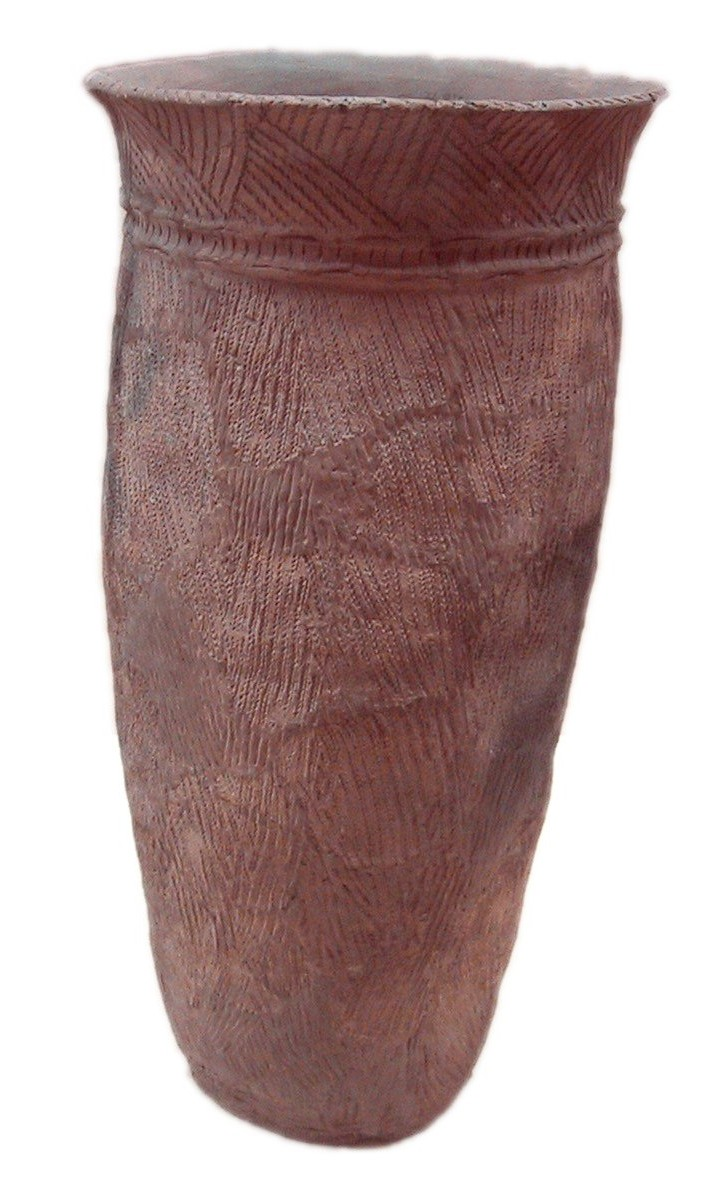
Un tipo de cerámica Jōmon.

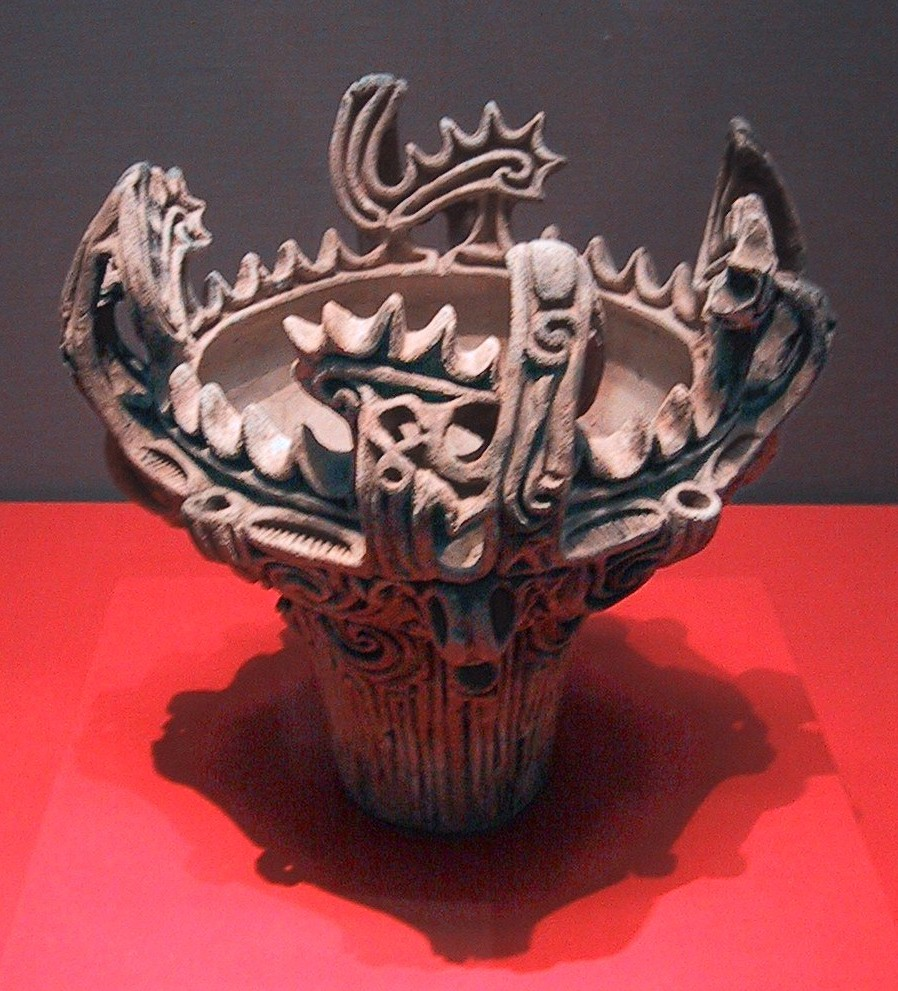
Otro tipo de cerámica Jōmon.

La cerámica Jōmon (縄文式土器-shiki Doki?) es un tipo antiguo de cerámica que se realizó durante el período Jōmon en Japón (aproximadamente 13000 a 300 a. C.). El término "Jōmon" (縄文) significa "dibujo de cuerdas" en japonés, describiendo los patrones que fueron presionados en la arcilla. El término "Jōmon" (縄文) caracteriza este período por una cerámica típica con decoración (文, mon?) por impresión en cuerda (縄, jō?), o decoración en cuerda, que fue descubierta en 1877 por el arqueólogo americano Edward Sylvester Morse. Desde este primer descubrimiento se han establecido las características específicas del período, la cronología se ha aclarado gracias a numerosas excavaciones dispersas por el territorio y con el compromiso de la población. Durante este largo período se han producido una multitud de formas y procesos decorativos en las islas de Japón, con diferencias a menudo muy significativas, o menos, entre el Norte y el Sur.

## La cerámica más antigua del mundo
Los vasos de cerámica creados en el Antiguo Japón durante el período Jōmon son generalmente aceptados como los vasos de cerámica más antiguos del mundo. Sin embargo, no son los objetos de cerámica más antiguos, si no las estatuillas como la Venus de Dolní Věstonice descubierta en la República Checa.

## Datación

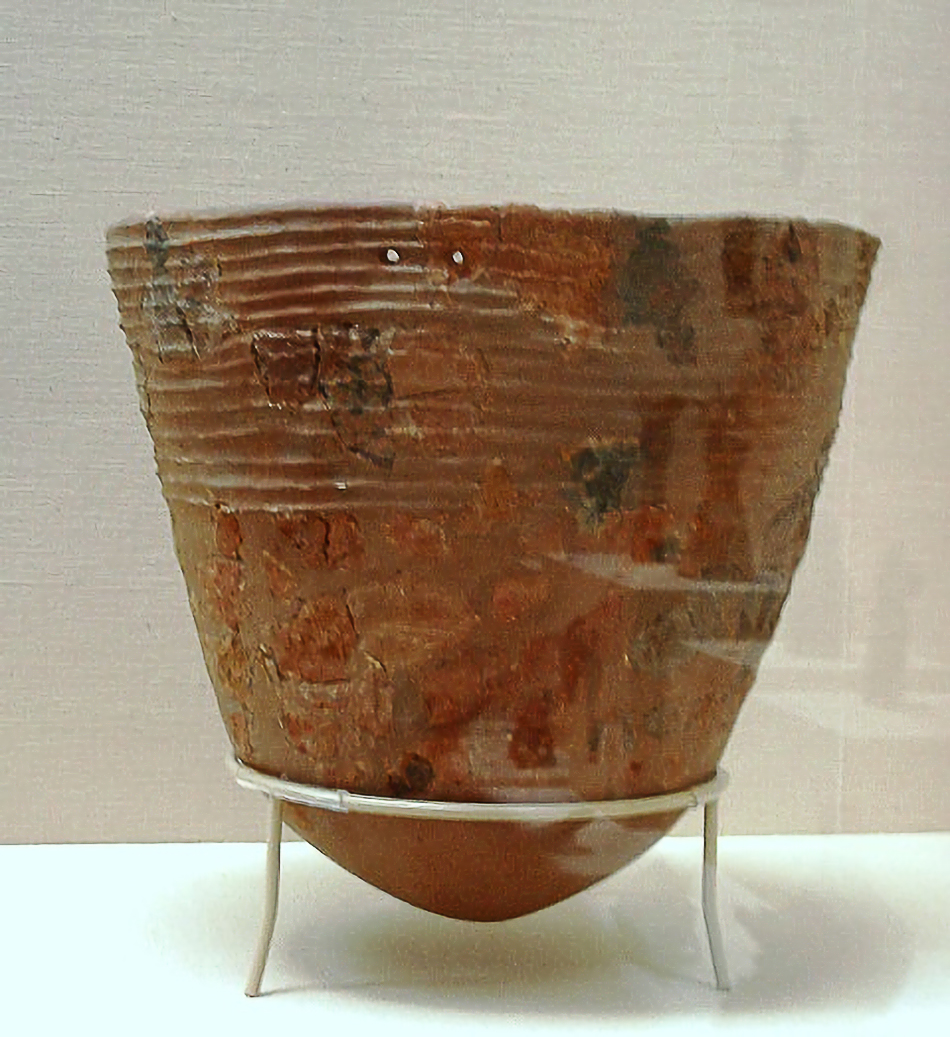
Cerámica Jomon incipiente del sitio Hinamiyama. En Yokohama-shi, Kanagawa. Prestado por la Junta de Educación de la Ciudad de Yokohama. Kanagawa.

Las piezas de cerámica descubiertas en una cueva en la costa noroeste de Kyushu datan del 12.700 a. C., según pruebas de datación radiométrica. Muchos creen que las cerámicas Jōmon fueron hechas probablemente antes de esta fecha. Sin embargo, debido a la ambigüedad y a las múltiples fuentes que afirman diferentes fechas basadas en diferentes técnicas de datación, es difícil decir con certeza cuánto tiempo hace que se hicieron las cerámicas Jōmon. Algunas fuentes afirman que se han hecho descubrimientos arqueológicos desde el 14 milenio a. C.

## Cronología
El período Jōmon en el antiguo Japón duró hasta aproximadamente el 300 a. C. A partir de entonces, se divide en seis períodos: Jōmon Incipiente, de 10.500-8000 a. C., Jōmon Más Antiguo, de 8000-5000 a. C., Jōmon Inicial, de 5000-2500 a. C., Jōmon Medio, de 2500-1500 a. C., Jōmon Tardío, de 1500-1000 a. C., y Jōmon Final, de 1000-300 a. C.  Hay más de 80 sitios en Japón donde se encontró cerámica de los primeros años del período de Jōmon, pero la mayor parte de la cerámica Jōmon es de períodos más recientes.

## Características
La mayoría de las cerámicas Jōmon tienen bases redondeadas y los vasos son pequeños. Esto demuestra que las ollas se utilizan típicamente para cocinar alimentos, tal vez adecuados para el fuego. Las piezas posteriores de cerámica Jōmon son más elaboradas, especialmente durante el período medio Jōmon, donde los bordes de las vasijas se han vuelto mucho más complejos y decorados.
El mismo nombre Jōmon significa "cuerda estándar". Esto se refiere a las impresiones en la superficie de la cerámica que fueron creadas presionando cuerdas en la arcilla antes de que se calentara a aproximadamente 600-900 grados centígrados.